# Produto exterior (cunha)
Em matemática, o produto exterior, também conhecido como produto cunha, é uma antissimetrização (alternação) do produto tensorial. O produto exterior é uma multiplicação associativa e distributiva de funções multilineares antissimétrica que seja anticomutativo para as funções com número ímpar de variáveis e comutativo de outra maneira. A teoria sistemática inicia na construção da potência exterior para um espaço vetorial.

## Embaralhamentos
Se {\displaystyle \nu _{1},\ldots ,\nu _{r}} são números naturais maiores que zero, um {\displaystyle (\nu _{1},\ldots ,\nu _{r})}-embaralhemento é uma permutação {\displaystyle \sigma \in \operatorname {Sym} (\nu _{1}+\ldots +\nu _{r})} tal que as restrições de {\displaystyle \sigma } a cada bloco {\displaystyle B_{j}=\{\nu _{1}+\ldots +\nu _{j-1}+1,\ldots ,\nu _{1}+\ldots +\nu _{j}\}\subset \{1,2\ldots ,\nu _{1}+\ldots +\nu _{r}\}}, {\displaystyle j=1,2,\ldots ,r}, são crescentes, isto é, {\displaystyle \sigma (1+\nu _{1}+\ldots +\nu _{j-1})<\sigma (1+\nu _{1}+\ldots +\nu _{j-1}+1)<\ldots <\sigma (\nu _{1}+\ldots +\nu _{j}-1)<\sigma (\nu _{1}+\ldots +\nu _{j})}. É claro que {\displaystyle \operatorname {Sh} (1,1,\ldots ,1)={\mathfrak {S}}_{n}}. Considere o subgrupo {\displaystyle H\leq {\mathfrak {S}}_{\nu _{1}+\ldots +\nu _{r}}} consistindo daquelas permutações que estabilizam os conjuntos {\displaystyle B_{j}}. Claramente, {\displaystyle H\cong {\mathfrak {S}}_{\nu _{1}}\times \cdots \times {\mathfrak {S}}_{\nu _{r}}}. O conjunto de {\displaystyle (\nu _{1},\ldots ,\nu _{r})}-embaralhementos será denotado por {\displaystyle \operatorname {Sh} (\nu _{1},\ldots ,\nu _{r})} (shuffles). Temos uma associação de {\displaystyle \operatorname {Sh} (\nu _{1},\ldots ,\nu _{r})} em {\displaystyle H\backslash {\mathfrak {S}}}, o espaço de classes {\displaystyle \mathrm {mod} \,H} dada pela restrição da sobrejeção canônica. Trata-se de uma bijeção. Em outras palavras, {\displaystyle \operatorname {Sh} (\nu _{1},\ldots ,\nu _{r})} é uma transversal para {\displaystyle H} em {\displaystyle {\mathfrak {S}}}. Em particular, {\displaystyle \operatorname {Sh} (\nu _{1},\ldots ,\nu _{r})} tem {\displaystyle {\frac {(\nu _{1}+\ldots +\nu _{r})!}{\nu _{1}!\cdot \nu _{2}!\cdots \nu _{r}!}}} elementos.
Note que podemos considerar {\displaystyle \operatorname {Sh} (\nu _{1},\ldots ,\nu _{r})\subset {\mathfrak {S}}_{\nu _{1}+\ldots +\nu _{r+1}}}. Feita essa identificação, temos uma bijeção {\displaystyle \operatorname {Sh} (\nu _{1}+\ldots +\nu _{r},\nu _{r+1})\times \operatorname {Sh} (\nu _{1},\ldots ,\nu _{r})\to \operatorname {Sh} (\nu _{1},\ldots ,\nu _{r+1})} dada por {\displaystyle (\sigma ,\tau )\mapsto \sigma \tau }. Note que de fato a imagem está contida em {\displaystyle \operatorname {Sh} (\nu _{1},\ldots ,\nu _{r+1})}. Essa associação é injetiva. Por comparação de número de elementos, é uma bijeção.

## O produto exterior
Fixe um espaço vetorial sobre um corpo qualquer (até mesmo de característica positiva). Recorde que uma {\displaystyle k}-forma alternada em {\displaystyle V} é uma função multilinear alternada  {\displaystyle \underbrace {V\times V\times \cdots \times V} _{k}\to F}. Multilinear significa linearidade em cada argumento; dizer que é uma função alternada é o mesmo que dizer que é nula a imagem de qualquer {\displaystyle k}-tupla em que ocorre um par consecutivo de entradas iguais. Equivalentemente, temos a
Proposição. Uma função {\displaystyle k}-linear é alternada se, e somente se, é nula a imagem de qualquer {\displaystyle k}-tupla em que ocorram pelo menos duas entradas iguais.
Uma direção é óbvia. Devemos mostrar que se for nula a imagem de qualquer {\displaystyle k}-tupla em que ocorra um par consecutivo de entradas iguais, então será nula a imagem de qualquer {\displaystyle k}-tupla em que ocorram pelo menos duas entradas iguais. Seja {\displaystyle T} uma forma {\displaystyle k}-linear que satisfaz a hipótese. Se {\displaystyle \sigma \in {\mathfrak {S}}_{k}}, definimos a função multilinear {\displaystyle \sigma (T)} como {\displaystyle \sigma (T)(v_{1},\ldots ,v_{k})=T(v_{\sigma (1)},\ldots ,v_{\sigma (k)})}. Se {\displaystyle \tau } é uma transposição intercalando dois índices consecutivos, da hipótese segue que {\displaystyle \tau (T)=-T=(\operatorname {sgn} \tau )\cdot T}. Vejamos por quê: faça {\displaystyle \tau =(i\,\,\,\,i+1)}, fixe {\displaystyle v_{1},\ldots ,v_{i-1},v_{i+2},\ldots ,v_{k}} e defina {\displaystyle G(x,y)=T(v_{1},\ldots ,v_{i-1},x,y,v_{i+2},\ldots ,v_{k})}. Temos que {\displaystyle G(x+y,x+y)=0}; já que {\displaystyle T} é multilinear, {\displaystyle G} é bilinear, logo {\displaystyle 0=G(x,x)+G(x,y)+G(y,x)+G(y,y)=G(x,y)+G(y,x)}, donde {\displaystyle G(x,y)=-G(y,x)}. Isso mostra que {\displaystyle \tau (T)=(\operatorname {sgn} \tau )\cdot T}. Note agora que {\displaystyle \sigma (\sigma ^{\prime }(T))=(\sigma ^{\prime }\sigma )(T)}. Então se {\displaystyle \sigma (T)=(\operatorname {sgn} \sigma )\cdot T} e {\displaystyle \sigma ^{\prime }(T)=(\operatorname {sgn} \sigma ^{\prime })\cdot T}, segue que {\displaystyle (\sigma \sigma ^{\prime })(T)={\bigl (}\operatorname {sgn} (\sigma \sigma ^{\prime }){\bigr )}\cdot T}. Agora usamos o seguinte fato da teoria básica dos grupos simétricos: {\displaystyle {\mathfrak {S}}_{k}} é gerado por transposições que intercalam elementos consecutivos. Com isso, temos que {\displaystyle \sigma (T)=(\operatorname {sgn} \sigma )\cdot T} para toda permutação {\displaystyle \sigma }. Com uma transposição, deixamos adjacentes quaisquer dois índices; logo {\displaystyle -T(v_{1},\ldots ,x,\ldots ,x,\ldots ,v_{k})=0}, finalizando a prova.
Podemos agora definir:
(Produto exterior). Se {\displaystyle \omega } é uma {\displaystyle k}-forma alternada e {\displaystyle \theta } é uma {\displaystyle \ell }-forma alternada, então definimos a {\displaystyle (k+\ell )}-forma {\displaystyle \omega \wedge \theta } por
{\displaystyle \omega \wedge \theta (v_{1},\ldots ,v_{k+\ell })=\sum _{\sigma \in \operatorname {Sh} (k,\ell )}(\operatorname {sgn} \sigma )\cdot \omega (v_{\sigma (1)},\ldots ,v_{\sigma (k)})\theta (v_{\sigma (k+1)},\ldots ,v_{\sigma (k+\ell )})}.
Vejamos por que {\displaystyle \omega \wedge \theta } é uma {\displaystyle (k+\ell )}-forma alternada: sejam {\displaystyle 1\leq i<k+\ell }, {\displaystyle v_{i}\in V}, {\displaystyle v_{i+1}\in V}, com {\displaystyle v_{i}=v_{i+1}}. Devemos provar que {\displaystyle \omega \wedge \theta (v_{1},\ldots ,v_{i},v_{i+1},\ldots ,v_{k+\ell })=0}. Particionaremos {\displaystyle \operatorname {Sh} (k,\ell )} em quatro partes (disjuntas):
{\displaystyle P_{1}=\{\sigma \in \operatorname {Sh} (k,\ell )\mid \sigma ^{-1}(i)\leq k\,\,\mathbin {\&} \,\,\sigma ^{-1}(i+1)\leq k\}}
{\displaystyle P_{2}=\{\sigma \in \operatorname {Sh} (k,\ell )\mid \sigma ^{-1}(i)\geq k+1\,\,\mathbin {\&} \,\,\sigma ^{-1}(i+1)\geq k+1\}}
{\displaystyle P_{3}=\{\sigma \in \operatorname {Sh} (k,\ell )\mid \sigma ^{-1}(i)\leq k\,\,\mathbin {\&} \,\,\sigma ^{-1}(i+1)\geq k+1\}}
{\displaystyle P_{4}=\{\sigma \in \operatorname {Sh} (k,\ell )\mid \sigma ^{-1}(i)\geq k+1\,\,\mathbin {\&} \,\,\sigma ^{-1}(i+1)\leq k\}}.
{\displaystyle \operatorname {Sh} (k,\ell )=P_{1}\sqcup P_{2}\sqcup P_{3}\sqcup P_{4}}.
A soma sobre {\displaystyle P_{1}} e a soma sobre {\displaystyle P_{2}} se anulam, tendo em vista a alternância de {\displaystyle \omega } e de {\displaystyle \theta }. Os conjuntos {\displaystyle P_{3}} e {\displaystyle P_{4}} estão em bijeção. Um vez que os índices são consecutivos, se {\displaystyle \sigma \in P_{3}}, então {\displaystyle (i\,\,\,\,i+1)\sigma \in P_{4}} e vice-versa. Logo podemos tomar a bijeção {\displaystyle \sigma \mapsto (i\,\,\,\,i+1)\sigma }. Segue daí que {\displaystyle \omega \wedge \theta } é alternante.
O produto exterior é associativo; isso é consequência da bijeção mencionada na seção anterior, {\displaystyle \operatorname {Sh} (k+\ell ,r)\times \operatorname {Sh} (k,\ell )\to \operatorname {Sh} (k,\ell ,r)}.
Para elementos do dual de {\displaystyle V}, {\displaystyle f_{1},\ldots ,f_{m}\in V^{\ast }}, por indução temos
{\displaystyle f_{1}\wedge f_{2}\wedge \cdots \wedge f_{m}(\xi _{1},\ldots ,\xi _{m})=\sum _{\sigma \in \operatorname {Sh} (1,\ldots ,1)}(\operatorname {sgn} \sigma )\cdot f_{1}(\xi _{\sigma (1)})f_{2}(\xi _{\sigma (2)})\ldots f_{m}(\xi _{\sigma (m)})=\det {\bigl (}f_{i}(\xi _{j}){\bigr )}_{i,j}}.
Como consequência, temos a seguinte
Proposição. Se {\displaystyle e_{1},\ldots ,e_{n}} é base para {\displaystyle V}, então denotando por {\displaystyle e^{1},\ldots ,e^{n}} a base dual correspondente, o conjunto dos {\displaystyle e^{i_{1}}\wedge e^{i_{2}}\wedge \cdots \wedge e^{i_{k}}}, com {\displaystyle 1\leq i_{1}<i_{2}<\ldots <i_{k}\leq n}, é base para o espaço das {\displaystyle k}-formas alternantes de {\displaystyle V}. Em particular, esse espaço tem dimensão {\displaystyle \textstyle {\binom {n}{k}}}.
De fato, dada uma {\displaystyle k}-forma alternante {\displaystyle \omega }, temos, de maneira única,
{\displaystyle {\textstyle \omega =\sum \omega (e_{i_{1}},e_{i_{2}}\ldots ,e_{i_{k}})\,e^{i_{1}}\wedge e^{i_{2}}\wedge \cdots \wedge e^{i_{k}}}}.
Fixado um vetor {\displaystyle \mathbf {u} \in V}, podemos definir a contração de uma forma {\displaystyle r}-linear {\displaystyle \omega } por {\displaystyle \mathbf {u} }. Trata-se da forma {\displaystyle (r-1)}-linear {\displaystyle i_{\mathbf {u} }\omega } definida por {\displaystyle i_{\mathbf {u} }\omega (v_{1},\ldots ,v_{r-1})=\omega (\mathbf {u} ,v_{1},\ldots ,v_{r-1})}.
É evidente que {\displaystyle i_{\mathbf {u} }\omega } será alternada se {\displaystyle \omega } o for.
Proposição. Sejam {\displaystyle \omega } e {\displaystyle \theta } formas alternadas, com {\displaystyle \omega } uma {\displaystyle p}-forma. Vale a igualdade {\displaystyle i_{\mathbf {u} }(\omega \wedge \theta )=(i_{\mathbf {u} }\omega )\wedge \theta +{(-1)}^{p}\omega \wedge (i_{\mathbf {u} }\theta )}.
Prova. Seja {\displaystyle \theta } uma {\displaystyle q}-forma alternada. Temos a seguinte bipartição: {\displaystyle \operatorname {Sh} (p,q)=Q_{1}\sqcup Q_{2}}, onde
{\displaystyle Q_{1}=\{\sigma \in \operatorname {Sh} (p,q)\mid \sigma (1)=1\}}
{\displaystyle Q_{2}=\{\sigma \in \operatorname {Sh} (p,q)\mid \sigma (p+1)=1\}}.
Note que {\displaystyle Q_{1}} está em bijeção com {\displaystyle \operatorname {Sh} (p-1,q)} via {\displaystyle \sigma \mapsto {\widetilde {\sigma \,}}}, onde {\displaystyle {\widetilde {\sigma \,}}(x)=\sigma (x+1)-1} para {\displaystyle x=1,2,\ldots ,p+q-1}. Estenda {\displaystyle {\widetilde {\sigma \,}}} a todo o conjunto {\displaystyle \{1,\ldots ,p+q\}} fixando {\displaystyle p+q}. Temos {\displaystyle {\widetilde {\sigma \,}}=(p+q\,\,\,\,\,\,\,\,p+q-1\,\,\,\,\,\,\,\,\cdots \,\,\,\,\,\,\,\,1)\cdot \sigma \cdot (p+q\,\,\,\,\,\,\,\,p+q-1\,\,\,\,\,\,\,\,\cdots \,\,\,\,\,\,\,\,1)^{-1}}, logo {\displaystyle \operatorname {sgn} {\widetilde {\sigma \,}}=\operatorname {\operatorname {sgn} } \sigma }. Analogamente, {\displaystyle Q_{2}} está em bijeção com {\displaystyle \operatorname {Sh} (p,q-1)} via {\displaystyle \sigma \mapsto {\overline {\sigma }}}, onde {\displaystyle {\overline {\sigma }}(x)={\begin{cases}\sigma (x)-1&,x=1,\ldots ,p\\\sigma (x+1)-1&,x=p+1,\ldots ,p+q-1\end{cases}}}. Note: {\displaystyle {\overline {\sigma }}=(p+q\,\,\,\,\,\,\,\,p+q-1\,\,\,\,\,\,\,\,\cdots \,\,\,\,\,\,\,\,1)\cdot \sigma \cdot (p+1\,\,\,\,\,\,\,\,p+2\,\,\,\,\,\,\,\,\cdots \,\,\,\,\,\,\,\,p+q)}, donde {\displaystyle \operatorname {sgn} {\overline {\sigma }}={(-1)}^{p}\operatorname {sgn} \sigma }. (Para provar que são de fato bijeções, basta provar que são injetivas, pois {\displaystyle \vert \mathrm {Sh} (p-1,q)\vert +\vert \mathrm {Sh} (p,q-1)\vert =\vert \mathrm {Sh} (p,q)\vert }. Mas é óbvio que são injetivas). A proposição segue.
Proposição. Temos também {\displaystyle \omega \wedge \theta ={(-1)}^{pq}\theta \wedge \omega }.
Já que {\displaystyle \sigma \mapsto \sigma \tau } é uma bijeção {\displaystyle \operatorname {Sh} (p,q)\to \operatorname {Sh} (q,p)}, onde {\displaystyle \tau \in {\mathfrak {S}}_{p+q}} é definida por {\displaystyle \tau (i)={\begin{cases}i+p&,i=1,2,\dots ,q\\i-q&,i=q+1,q+2,\dots ,q+p\end{cases}}}. É fácil identificar os pares de inversão de {\displaystyle \tau }; há {\displaystyle pq} deles, portanto {\displaystyle \operatorname {sgn} \tau ={(-1)}^{pq}}.

### O alternador
Para corpos de característica zero, temos a transformação linear {\displaystyle \operatorname {Alt} } que vai do espaço das formas {\displaystyle k}-lineares no espaço das {\displaystyle k}-formas alternantes sobre {\displaystyle V}. Definimos
{\displaystyle \operatorname {Alt} (S)(\xi _{1},\ldots ,\xi _{k})={\frac {1}{k!}}\sum _{\sigma \in {\mathfrak {S}}_{k}}(\operatorname {sgn} \sigma )\cdot S(\xi _{\sigma (1)},\ldots ,\xi _{\sigma (k)})}.
Se {\displaystyle T} é uma forma {\displaystyle \ell }-linear, definimos a forma {\displaystyle (k+\ell )}-linear {\displaystyle S\otimes T} por {\displaystyle (S\otimes T)(\xi _{1},\ldots ,\xi _{k},\xi _{k+1},\ldots ,\xi _{k+\ell })=S(\xi _{1},\ldots ,\xi _{k})\cdot T(\xi _{k+1},\ldots ,\xi _{k+\ell })}.
Se {\displaystyle \omega } é {\displaystyle k}-forma alternante e {\displaystyle \theta } é {\displaystyle \ell }-forma alternante, definimos
{\displaystyle \omega \mathbin {\widetilde {\wedge }} \theta ={\frac {(k+\ell )!}{k!\ell !}}\operatorname {Alt} (\omega \otimes \theta )}.
Proposição. Temos {\displaystyle {\widetilde {\wedge }}=\wedge }.
É consequência imediata do fato de que {\displaystyle \operatorname {Sh} (k,\ell )} é transversal para {\displaystyle H} em {\displaystyle {\mathfrak {S}}_{k+\ell }}.

## Teoria Grassmann
A teoria algébrica remonta a Hermann Grassmann. Seu método de construir as estruturas algébricas utilizou geradores e relações e não é manifestamente independente de uma base.